# نيل تورنر
نيل تورنر (بالإنجليزية: Neil Turner)‏ (7 أكتوبر 1892 بغلاسكو في المملكة المتحدة - ) هو مدرب كرة قدم ولاعب كرة قدم بريطاني (وحمل سابقاً جنسية المملكة المتحدة لبريطانيا العظمى وأيرلندا) في مركز الهجوم. لعب مع ريث روفرز ونادي دندي ونادي سندرلاند ونادي كيلمارنوك ونيو بيدفورد ويلرز وفايل أوف ليفن ‏ وAberdare Athletic F.C. ‏ وبثلهام ستييل وSpringfield Babes ‏ ونادي ليدز ‏ وBenburb F.C. ‏ وPetershill F.C. ‏.

## وصلات خارجية
- نيل تورنر على موقع قاعدة بيانات كرة القدم.إي يو (الإنجليزية)